# 韦斯普雷姆福伊斯
韦斯普雷姆福伊斯，是匈牙利维斯普雷姆州所辖的一个村，总面积11.74平方公里，总人口270，人口密度23.0人/平方公里（2010年1月1日）。